# Джак Ю
„Джак Ю“ (Jack Ü) е американска EDM DJ дуо група и съвместен проект между двама диджеи, основатели на музикални компании – на Mad Decent Дипло (Diplo) и на OWSLA – Скрилекс (Skrillex). Сформирана е през 2013 г. Джак Ю означава да танцуваш, скачаш, пееш и да се забавляваш на пълни обороти.
Тя участва на Ultra Music Festival в Маями през 2014 г. Същата година на 17 септември пуска официално тяхната песен „Take Ü There“ с участието на Кайза като вокал. На 3 февруари 2015 г. дуото анонсира, че ще работят заедно с Миси Елиът върху ремикс версията на „Take Ü There“. На 27 февруари пускат техния дебютен албум „Skrillex and Diplo Present Jack Ü“.
Джак Ю закриват Ultra Music Festival през 2015 г., каъдето участват звезди, като Кай, Си Ел, Джъстин Бийбър и Шон Комбс. Представлението е кръстено „Jack Ü crew“.

## История
Дебютът на групата е на 15 септември 2013 г. на Mad Decent Block Party в Сан Диего с 3 песни – „Shark Patrol“, „Bounce it“ и „To Ü“.
На 31 декември 2014 г. Джак Ю има концерт на Медисън Скуеър Гардън. Освен Скрилекс и Дипло, участват и A$AP Ferg, Rudimental и Yellow Claw.
На 27 февруари 2015 г., групата издава техния дебютен албум. Отбелязват събитието с 24-часово парти, което е прекратено на 18-ия час от полицията. През февруари 2016 г. албумът печели награда „Грами“ за най-добър танцов/електронен албум, а песента „Where Are Ü Now“ печели „Грами“ за най-добър танцов запис. На 22 юни 2016 г. албумът е сертифициран като златен от RIAA, а песента „Where Are Ü Now“, която е дует с Джъстин Бийбър печели 19 платинени сертификата в над 9 държави.
Джак Ю има над 9,6 милиона търсения в приложението Shazam през 2015 г.
Джак Ю издават половинчасов концерт на Клипърс 2015 заедно с Кай, Fly Boi Keno и други известни изпълнители и танцьори. Официалното видео е публикувано през декември.